# コリドンの戦い
コリドンの戦い（コリドンのたたかい、英: Battle of Corydon）は、南北戦争のモーガンの襲撃中の1863年7月9日に、インディアナ州ハリソン郡で起こった戦闘である。これは南北戦争の間にインディアナ州で起こった唯一の戦闘である。南軍は死傷者の数では北軍の2倍以上にもなったが、南軍勝利という結果になり、ジョン・ハント・モーガン准将の部隊は東のオハイオ州に向かう前に物資や現金を手に入れることができた。ゲティスバーグの戦いを除いて、北軍政府が北部の大地で戦われたと認めた唯一の戦闘でもある。

## 背景
1863年6月23日、モーガン将軍は2個旅団からなる1個騎兵師団、総勢2,500名近くと2個砲兵中隊を率いて南軍支配地域から北に向かった。その進路はまずケンタッキー州に騎り入れ、北軍カーバーランド軍の通信線を妨害し、南軍ブラクストン・ブラッグ将軍のテネシー軍の作戦（タラホーマ方面作戦）に連動させた。モーガン隊はバークスビルでカンバーランド川を渉り、グリーン川まで進んで、7月4日のテブスベンドの戦いで北軍1個連隊に進路を逸らされた。モーガン隊はレバノンの守備隊を急襲して捕獲し、その後スプリングフィールド、バーズタウンおよびガーネッツビルとケンタッキー州内を進んだ。
7月8日朝、モーガン隊はケンタッキー州ブランデンバーグに到着し、そこでオハイオ川を渡るために2隻の蒸気船アリス・ディーンとT・J・マコームを乗っ取った。モーガン隊が初めにオハイオ川を渡ろうとしたときは、対岸の民兵隊とレディ・パイクという武装蒸気船に遮られた。短時間の砲撃戦の後でその民兵隊は直ぐにより大きな民兵隊が集結していたコリドンまで撤退した。モーガンはケンタッキー州内に留まれという命令を受けていたにも拘らず、その部隊はオハイオ川を渡り、インディアナ州モークポートの東側に上陸した。上陸が終わった時に2隻の蒸気船は川に沈めた。
モーガン隊が北部の支配地域に入ってくる意図があることがはっきりしたとき、インディアナ州知事オリバー・モートンは州の民兵軍インディアナ・リージョンを招集した。モーガンの目標が不確かだったので、オハイオ州も同様に大慌てで防衛軍を組織した。インディアナ州コリドンでは約400名の民兵が集結し、モーガン隊の侵攻に備えた。

## 戦闘

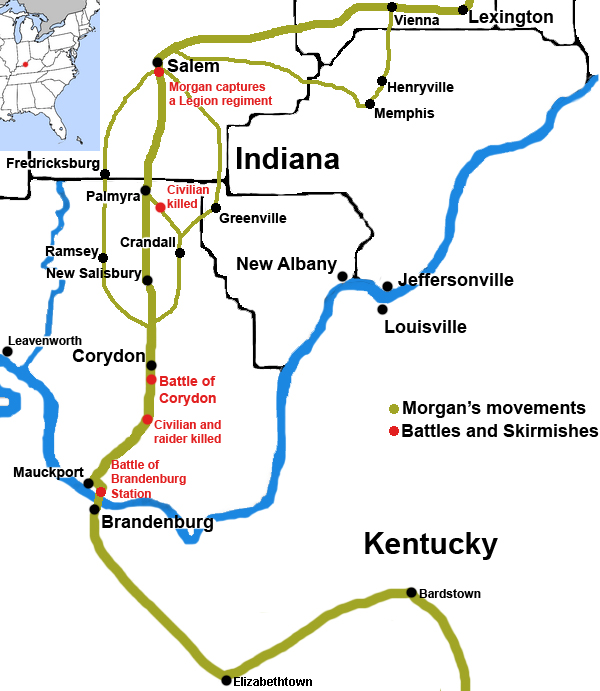
ハリソン郡におけるモーガンの襲撃の経路（緑線）と戦闘の場所(赤字）

7月9日午前11時、南軍前衛隊がモークポート道路を進みハリソン郡の郡庁所在地コリドンの南部郊外に達した。町の南約半マイル (800 m) の高地でその行く手を塞いだのは丸太を十字に組んで急ごしらえした工作物の前線だった。その工作物は右手はアムスターダムから左手のラコニア道路まで伸び、モークポート道路に跨っていた。そこにはルイス・ジョーダン大佐が指揮する第6インディアナ・リージョンが配置された。モーガンの砲兵隊はこれら400名の農夫転じた兵士達を容易に撃退することが可能だったが、北軍はモーガン隊追跡を効果的にするために既に部隊を集めているはずだったので時間の要素が重要だった。モーガン隊の主力はここで遅延させられるわけにはいかず、インディアナ・リージョンを前衛隊だけであしらってしまうことに決めた。
正午頃、南軍は工作物に攻撃を掛ける配置に付いた。モークポート道路の西側の工作物は厚く木材が積まれており、騎兵突撃は難しいと考えられたので、1個中隊が馬を降り、目前の工作物を攻撃した。この部隊は3度撃退されたが、南軍がラリー・スティープルトンを撃って殺したときにインディアナ・リージョンは損失を出した。3度目の撃退の直後に、第2ケンタッキー連隊と第9テネシー連隊がモークポート道路から到着し、戦闘に加わった。工作物の東側では守備隊が14連発のヘンリー・ライフルを装備していた。その優秀な武器の効果で、工作物の東端にいた30名の中隊が南軍を20分間抑え、側面への回り込みをさせなかった。午後12時40分頃、南軍バーンズ大尉の砲兵隊が到着し、その2門の10ポンド・パロット施条砲を使って、工作物の守備隊を釘付けにした。一方モーガンはその主力を率いて工作物の東端を回りこみ、板敷き道を進んで直接町を脅かした。
モーガン将軍の弟、リチャード・モーガン大佐は砲兵隊と1個大隊を使って防御側の操軍を妨げ、もう一度側面攻撃をさせた。砲撃で工作物を圧倒するとともに、第2ケンタッキー連隊と第9テネシー連隊が工作物の両側面を衝き始めた。南軍は勢力でも勝っており、インディアナ・リージョンの工作物両端を衝くことができ、直ぐにインディアナ州部隊をその陣地から追い出した。インディアナ・リージョンの大多数が捕まったがジョーダン大佐を含む大きな部隊は町まで撤退できた。モーガンが町の南にあるその高地の指揮を執り、砲兵隊から町に向けて2発の砲弾を放たせ、1発はシーダー・グレイド直ぐ近くに着弾した。ジョーダンは抵抗を続けても無意味と悟り、直ぐに町の降伏を受け入れた。インディアナ・リージョンの騎兵や騎馬歩兵は町から逃げ出すことができたが、歩兵の大半は捕まった。

## 戦いの後
この戦いの損失については史料により数字が異なるが、最も信頼できる証拠では、ジョーダン部隊の戦死4名、負傷10ないし12名、捕虜355名であり、約150名が逃亡した。モーガン隊は戦死11名、負傷40名となった。北軍の死者の中には市民の有料道路見張り番1人が含まれ、その料金徴収所近くで殺された。モーガン襲撃隊はまた戦場から4マイル (6 km) 離れた農園でルーテル教会の牧師1人を殺し、その他幾人かの農夫から馬を盗んだ。
モーガン将軍はその師団をコリドンの町に入れた。モーガンはインディアナ・リージョンの活発な防御を認め、彼らが正規の北軍兵であるかのように捕虜全員の仮釈放を認めた。上機嫌の南軍はその日の午後を費やして店舗を略奪し、身代金を集めた。モーガンは地元の製粉所3箇所に火を点けると脅し、その破壊を止める代償として1箇所あたり700ドルから1,000ドルを要求した。郡財務官はモーガンに690ドルを渡し、指導的店舗2店がそれぞれ600ドルを渡した。その日遅く、モーガンの襲撃隊はコリドンを離れ、北方に馬を騎り進め田園部を探し回って新しい馬とその他の物資を集めた。
モーガンはキントナー・ハウス宿屋で食事を摂り、そこで新聞を手に入れてゲティスバーグの戦いで南軍が敗れたことと、ミシシッピ州ヴィックスバーグが陥落したことを知った。この2つの打撃から南軍が立ち直ることはできなかった。モーガンはその襲撃の出発時にペンシルベニア州で南軍と落ち合うことを意図していたが、その南軍がこの時は撤退中であり、当初の目的が達成できないと考えて南部に戻る作戦を立て始めた。
その日遅く、モーガンは北への進軍を再開し、ハリソン郡北部を襲撃した後に、その主力はコリドンから数マイルのニューサリスベリー近くで宿営した。モーガン隊は翌朝早くにハリソン郡を出て、セイラムを襲撃した後にその部隊をオハイオ州に向けた。7月10日、北軍正規軍6,000名がハリソン郡に到着しモーガン隊の追跡を始めた。モーガン隊は東のオハイオ州に入って襲撃を続けたが、再度オハイオ川を渡って安全地帯に逃げ込もうとした時の7月19日、バッフィントン島の戦いで遮られ、部隊兵の多くが捕まった。
南北戦争の政府公式記録ではコリドンの戦いとゲティスバーグの戦いが北部の大地で戦われたと認めた唯二つの戦闘である。